# تشوه كيرنر
تشوه كيرنر، هو تشوه وراثي غير شائع يحدث في اليد والذي يتميز بانحناء محوري راحي أخمصي للسلامية البعيدة للإصبع الخامس (الخنصر). ويعد مجرد مشكلة تجميلية لا تؤثر على وظائف اليد.

## أصل التسمية
تعد هذه الحالة نوعًا من أنواع قصر الأصابع.
وصفه إي. آر توماس وآخرون أنه: ضمور الإصبع الخامس.

## تاريخيًا
اكتشف هذا الاختلاف لأول مرة في عام 1927 من قبل كيرنر وزملاؤه، عندما وصف الحالة في فتاة تبلغ من العمر 13 عامًا لديها هذا الانحناء المحوري الراحي الأخمصي للسلامية البعيدة للإصبع الخامس.

## العلامات والأعراض
تتميز هذه الحالة الشاذة بانحناء غير مؤلم وانتفاخ في النهاية البعيدة للإصبع الصغير. يختلف وقت ظهور المرض من شخص لآخر، ولكن الفترة الأكثر شيوعًا للظهور هما فترة الولادة والمراهقة، على الرغم من أنه يمكن أن تكون هناك حالات يولد فيها الشخص بالفعل بتشوه كيرنر الذي يزداد سوءًا مع تقدم المرء في السن (تقدمي).
نادرًا ما تتأثر الأصابع بشكل متعدد (والتي قد تتضمن أو لا تتضمن الإصبع الصغير) بتشوه كيرنر؛ يُعرف هذا باسم الديستيليفانجي المتعدد، وعادة ما يكون لحالات مثل هذه ارتباط وراثي قوي.
يمكن أن تحدث التشوهات الخلقية المعزولة الأخرى في اليد جنبًا إلى جنب مع هذا التشوه. أحد الأمثلة على ذلك هي العائلة التي وصفها إردوران وآخرون، والتي قدمت تشوه انعطاف الإصبع المستديم وتشوه كيرنر.

## العلامات الشعاعية
تتضمن القائمة التالية العلامات الشعاعية المرتبطة بتشوه كيرنر والتي وصفت في الأدبيات الطبية:
- القصر العضلي
- انحناء عضلي
- انحناء المشاشية
- تصلب الأجدال (الجزء الطويل في العظم)
- تكوّن وتر الإصبع الصغير المثني السطحي.
- وضع غير طبيعي للغضاريف في الأغشية والوتر المثني
- بؤرة إشعاعية في الخصلة البعيدة للإصبع الصغير.
- أنمية على شكل حرف L.

## الأسباب
يحدث هذا التشوه بسبب اتساع الصفيحة المشاشية من المشاشية البعيدة للإصبع الخامس. سبب آخر مقترح ينطوي على الدخول غير الطبيعي للعضلة المثنية العميقة في المنطقة الراحية من المشاشية البعيدة للإصبع الخامس. يُعتقد أنها سمة جسمية سائدة مع نفاذية ضعيفة.

## التشخيص
يمكن تشخيص هذه الحالة عن طريق الفحص البدني والتصوير الشعاعي، بما في ذلك الأشعة السينية والتصوير بالرنين المغناطيسي، إلخ.

### التشخيص التفريقي
يمكن الخلط بين هذه الحالة والتشوهات الأخرى (الخلقية والمكتسبة) في اليد ، وتشمل هذه:
- تحدب الأصابع[12]
- انحراف الأصابع[13]
- الإصبع المطرقي[14]
- الكسور[15]
- قصر الأصابع من النوع A3 (المعروف أيضًا باسم قصر الأصابع من الفئة الخامسة)[16]

## علم الأوبئة
يقدر تشوه اليد هذا في 0.15% -0.25% من سكان العالم.
وهو أكثر شيوعًا عند النساء منه عند الرجال؛ يجرى الفحص البدني على أشخاص من منطقة محددة في جنوب إنجلترا بواسطة دافيد وبوروود وآخرون. عثروا على 18 فردًا من 9 عائلات يعانون من تشوه كيرنر. من بين هؤلاء الـ 18 فردًا، كان هناك 6 رجال و 12 امرأة.
معدل الإصابة به أعلى بين اليابانيين.

## العلاج
وصف عدد قليل من طرق العلاج التي أدت إلى تحسين ناجح لتشوه كيرنر، وتشمل هذه:
- تقنية بونولا [19]
- التجبير التسلسلي[20]
- قطع العظم التصحيحي[21]
- الاستئصال
- إطالة المسافة[22]

## ذات الصلة
تشتمل الأقسام الفرعية التالية على الجمعيات غير المتلازمية والمتلازمية لتشوه كيرنر:

### غير متلازمية
- التهاب العضلات أوسيفيكانز
- قدم عالية المقوسة
- الركبة الروحاء
- عيب خلقي في القلب

### متلازمية
هذه هي المتلازمات المرتبطة بهذا التشوه
- متلازمة تيرنر
- متلازمة الفضة
- متلازمة كورنيليا دي لانج
- متلازمة داون